# Abu l-'Abbas 'Abd Allah ibn Ibrahim
Abū l-ʿAbbās ʿAbd Allāh II b. Ibrāhīm (in arabo  ﺍﺑﻮ ﺍﻟﻌﺒﺎﺱ ﻋﺒﺪ الله ﺑﻦ ﺍﺑﺮﺍﻫﻴﻢ‎?; ... – 23 luglio 903)  fu il decimo emiro aghlabide e regnò dal 902 al 903..
Nel corso del suo breve governo fronteggiò l'ostilità crescente degli ismailiti Fatimidi ma cadde assassinato  neppure un anno dopo la sua ascesa al potere a causa di un complotto ordito ai suoi danni dal figlio Abū Muḍar Ziyādat Allāh III, che gli succedette dal 903 al 909.